# Jüdischer Friedhof (Busk)

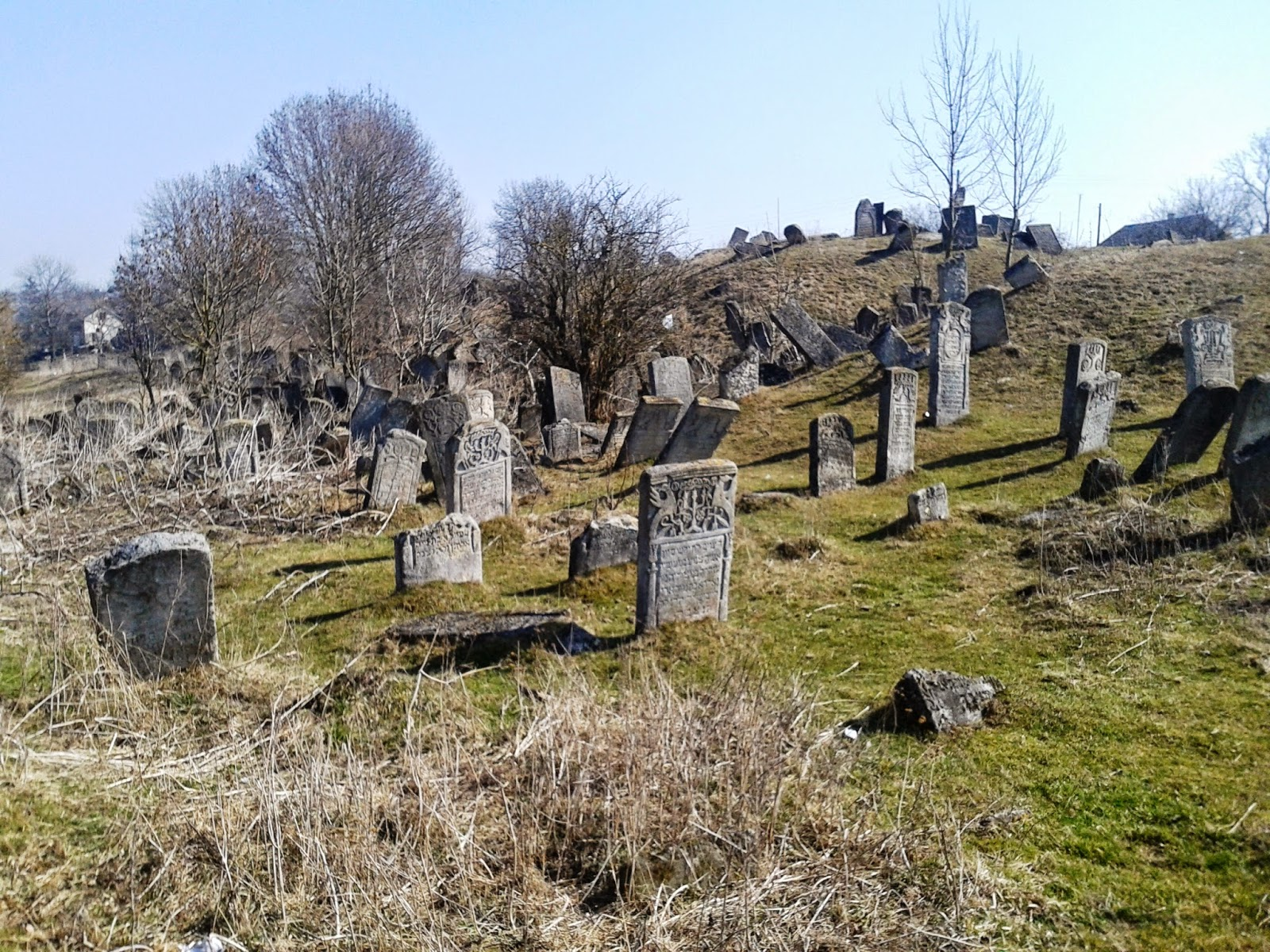
Jüdischer Friedhof Busk (2014)

Der Jüdische Friedhof Busk liegt in der Stadt Busk, Oblast Lwiw in der Westukraine. Auf dem jüdischen Friedhof sind zahlreiche gut erhaltene Grabsteine vorhanden.

## Geschichte
Die ersten Juden siedelten sich ab dem 16. Jahrhundert in Busk an. 1931 gehörten der dortige jüdischen Gemeinde rund 2.600 Mitglieder an, so dass die Bevölkerung des Ortes zu fast einem Drittel aus Juden bestand. Während der Besetzung durch die deutschen Truppen, wurden viele jüdische Bewohner ermordet und die etwa 1200 Leichen wurden am jüdischen Friedhof in der Stadt verscharrt. Die existierte jüdische Gemeinde von Busk existierte nicht mehr. Ein Denkmal auf dem jüdischen Friedhof erinnert an die im Zweiten Weltkrieg ermordeten Juden der Stadt.
Der jüdische Friedhof wurde um 1521 gegründet und gehört zu den ältesten dieser Art in der Ukraine. Er befindet sich östlich des Stadtgebiets am Ufer des Flusses Slotwina. Da das Gelände nicht gepflegt wurde, sind einige der Grabsteine umgefallen und teilweise zerbrochen. Der genaue Standort des Massengrabs blieb verborgen und diente als Weideplatz. Im Jahr 2004 setzte sich die jüdischen Organisation „Yahad-In Unum“ dafür ein auf dem Friedhof einen Gedenkstein zu errichtet. 2005 wurden die 15 Massengräber geöffnet und untersucht. Die Ergebnisse der forensische Untersuchungen wurden 2007 in Paris in der Gedenkstätte Mémorial de la Shoah vorgestellt.